# Leuchtschiff Bremen
Das erste Leuchtschiff Bremen, eine hölzerne Galiot, wurde 1853 im Auftrag des Senats der Freien Hansestadt Bremen von der  Werft D. Oltmanns, Motzen/Unterweser gebaut und im November 1853 an der Mellum-Plate (Außenweser), der späteren Station Bremen, ausgelegt. Es ersetzte dort das Leuchtschiff Weser Nr. 2. Im Herbst 1901 wurde es von dort eingezogen, um dem neu gebauten Feuerschiff Weser II Platz zu machen. Im Februar 1902 wurde es an die Firma Deetjen in Elsfleth, Niedersachsen, verkauft.